# Tour de France 2021/19. Etappe
Die 19. Etappe der Tour de France 2021 führte am 16. Juli 2021 über 207 Kilometer von Mourenx nach Libourne.
Etappensieger wurde Matej Mohorič (Bahrain Victorious) mit 58 Sekunden Vorsprung auf Christophe Laporte (Cofidis) und Casper Pedersen (Team DSM). Das Peloton mit allen in der Gesamtwertung vorne Platzierten kam ab Rang 21 mit 20:50 Minuten Rückstand ins Ziel.

## Verlauf
Nach vier Kilometern setzte sich eine fünfköpfige Spitzengruppe vom Feld ab, die sich einen Maximalvorsprung von etwa vier Minuten erarbeitete. Nach rund 75 Kilometern initiierte Nils Politt (Bora-hansgrohe) eine Konterattacke als deren Folge eine 15-köpfige Verfolgergruppe 100 Kilometer vor dem Ziel zur Spitze aufschloss. Im Feld versuchten die Teams Alpecin-Fenix und Israel Start-Up Nation währenddessen die Führenden einzuholen, gaben ihr Bemühen aber rund 80 Kilometer vor dem Ziel auf. Die dann insgesamt 20 Fahrer starke Spitzengruppe baute ihren Vorsprung aus und machte die ersten 20 Plätze des Tages unter sich aus. Es folgten ab 37 Kilometer vor dem Ziel verschiedene Ausreißversuche, die die Spitzengruppe zwar sprengten, aber letztlich erfolglos blieben. Hierbei zeigten sich vor allem Politt und Jonas Rutsch (EF Education-Nippo) aktiv, bevor Mohorič 25 Kilometer vor dem Ziel einen Angriff von Politt konterte und sein siegreiches Solo startete.

## Ergebnis
| \| Etappenergebnis \| Etappenergebnis \| Etappenergebnis \| Etappenergebnis \| Etappenergebnis \| \| Fahrer \| Fahrer \| Land \| Team \| Zeit \| \| --------------- \| ------------------ \| --------------- \| ---------------------------------- \| --------------- \| \| 1. \| Matej Mohorič \| Slowenien \| Bahrain Victorious \| 4 h 19 min 17 s \| \| 2. \| Christophe Laporte \| Frankreich \| Cofidis \| + 58 s \| \| 3. \| Casper Pedersen \| Dänemark \| Team DSM \| + 58 s \| \| 4. \| Mike Teunissen \| Niederlande \| Jumbo-Visma \| + 58 s \| \| 5. \| Nils Politt \| Deutschland \| Bora-Hansgrohe \| + 1 min 08 s \| \| 6. \| Edward Theuns \| Belgien \| Trek-Segafredo \| + 1 min 08 s \| \| 7. \| Michael Valgren \| Dänemark \| EF Education-Nippo \| + 1 min 08 s \| \| 8. \| Georg Zimmermann \| Deutschland \| Intermarché-Wanty-Gobert Matériaux \| + 1 min 08 s \| \| 9. \| Anthony Turgis \| Frankreich \| TotalEnergies \| + 1 min 08 s \| \| 10. \| Jasper Stuyven \| Belgien \| Trek-Segafredo \| + 1 min 08 s \| |                    |             |                                    |                 |
| |                    |             |                                    |                 |
| Quelle: ProCyclingStats |                    |             |                                    |                 |
| Etappenergebnis |                    |             |                                    |                 |
| Fahrer | Fahrer             | Land        | Team                               | Zeit            |
| 1. | Matej Mohorič      | Slowenien   | Bahrain Victorious                 | 4 h 19 min 17 s |
| 2. | Christophe Laporte | Frankreich  | Cofidis                            | + 58 s          |
| 3. | Casper Pedersen    | Dänemark    | Team DSM                           | + 58 s          |
| 4. | Mike Teunissen     | Niederlande | Jumbo-Visma                        | + 58 s          |
| 5. | Nils Politt        | Deutschland | Bora-Hansgrohe                     | + 1 min 08 s    |
| 6. | Edward Theuns      | Belgien     | Trek-Segafredo                     | + 1 min 08 s    |
| 7. | Michael Valgren    | Dänemark    | EF Education-Nippo                 | + 1 min 08 s    |
| 8. | Georg Zimmermann   | Deutschland | Intermarché-Wanty-Gobert Matériaux | + 1 min 08 s    |
| 9. | Anthony Turgis     | Frankreich  | TotalEnergies                      | + 1 min 08 s    |
| 10. | Jasper Stuyven     | Belgien     | Trek-Segafredo                     | + 1 min 08 s    |

## Gesamtstände
| \| Gesamtwertung \| Gesamtwertung \| Gesamtwertung \| Gesamtwertung \| Gesamtwertung \| \| Fahrer \| Fahrer \| Land \| Team \| Zeit \| \| ------------- \| ---------------- \| ------------- \| ------------------- \| ---------------- \| \| 1. \| Tadej Pogačar \| Slowenien \| UAE Team Emirates \| 79 h 40 min 09 s \| \| 2. \| Jonas Vingegaard \| Dänemark \| Jumbo-Visma \| + 5 min 45 s \| \| 3. \| Richard Carapaz \| Ecuador \| Ineos Grenadiers \| + 5 min 51 s \| \| 4. \| Ben O’Connor \| Australien \| AG2R Citroën Team \| + 8 min 18 s \| \| 5. \| Wilco Kelderman \| Niederlande \| Bora-Hansgrohe \| + 8 min 50 s \| \| 6. \| Enric Mas \| Spanien \| Movistar Team \| + 10 min 11 s \| \| 7. \| Alexei Luzenko \| Kasachstan \| Astana-Premier Tech \| + 11 min 22 s \| \| 8. \| Guillaume Martin \| Frankreich \| Cofidis \| + 12 min 46 s \| \| 9. \| Pello Bilbao \| Spanien \| Bahrain Victorious \| + 13 min 48 s \| \| 10. \| Rigoberto Urán \| Kolumbien \| EF Education-Nippo \| + 16 min 25 s \| |                  |             |                     |                  |
| |                  |             |                     |                  |
| Quelle: ProCyclingStats |                  |             |                     |                  |
| Gesamtwertung |                  |             |                     |                  |
| Fahrer | Fahrer           | Land        | Team                | Zeit             |
| 1. | Tadej Pogačar    | Slowenien   | UAE Team Emirates   | 79 h 40 min 09 s |
| 2. | Jonas Vingegaard | Dänemark    | Jumbo-Visma         | + 5 min 45 s     |
| 3. | Richard Carapaz  | Ecuador     | Ineos Grenadiers    | + 5 min 51 s     |
| 4. | Ben O’Connor     | Australien  | AG2R Citroën Team   | + 8 min 18 s     |
| 5. | Wilco Kelderman  | Niederlande | Bora-Hansgrohe      | + 8 min 50 s     |
| 6. | Enric Mas        | Spanien     | Movistar Team       | + 10 min 11 s    |
| 7. | Alexei Luzenko   | Kasachstan  | Astana-Premier Tech | + 11 min 22 s    |
| 8. | Guillaume Martin | Frankreich  | Cofidis             | + 12 min 46 s    |
| 9. | Pello Bilbao     | Spanien     | Bahrain Victorious  | + 13 min 48 s    |
| 10. | Rigoberto Urán   | Kolumbien   | EF Education-Nippo  | + 16 min 25 s    |

| Punktewertung | Punktewertung      | Punktewertung          | Punktewertung         | Punktewertung |
| Fahrer        | Fahrer             | Land                   | Team                  | Punkte        |
| ------------- | ------------------ | ---------------------- | --------------------- | ------------- |
| 1.            | Mark Cavendish     | Vereinigtes Königreich | Deceuninck-Quick Step | 304 P.        |
| 2.            | Michael Matthews   | Australien             | BikeExchange          | 269 P.        |
| 3.            | Sonny Colbrelli    | Italien                | Bahrain Victorious    | 216 P.        |
| 4.            | Jasper Philipsen   | Belgien                | Alpecin-Fenix         | 186 P.        |
| 5.            | Matej Mohorič      | Slowenien              | Bahrain Victorious    | 163 P.        |
| 6.            | Julian Alaphilippe | Frankreich             | Deceuninck-Quick Step | 155 P.        |
| 7.            | Tadej Pogačar      | Slowenien              | UAE Team Emirates     | 146 P.        |
| 8.            | Michael Mørkøv     | Dänemark               | Deceuninck-Quick Step | 113 P.        |
| 9.            | Wout van Aert      | Belgien                | Jumbo-Visma           | 101 P.        |
| 10.           | Jonas Vingegaard   | Dänemark               | Jumbo-Visma           | 88 P.         |

| Bergwertung | Bergwertung      | Bergwertung | Bergwertung        | Bergwertung |
| Fahrer      | Fahrer           | Land        | Team               | Punkte      |
| ----------- | ---------------- | ----------- | ------------------ | ----------- |
| 1.          | Tadej Pogačar    | Slowenien   | UAE Team Emirates  | 107 P.      |
| 2.          | Wout Poels       | Niederlande | Bahrain Victorious | 88 P.       |
| 3.          | Jonas Vingegaard | Dänemark    | Jumbo-Visma        | 82 P.       |
| 4.          | Wout van Aert    | Belgien     | Jumbo-Visma        | 68 P.       |
| 5.          | Nairo Quintana   | Kolumbien   | Arkéa-Samsic       | 66 P.       |
| 6.          | Richard Carapaz  | Ecuador     | Ineos Grenadiers   | 56 P.       |
| 7.          | Ben O’Connor     | Australien  | AG2R Citroën Team  | 44 P.       |
| 8.          | Bauke Mollema    | Niederlande | Trek-Segafredo     | 41 P.       |
| 9.          | David Gaudu      | Frankreich  | Groupama-FDJ       | 41 P.       |
| 10.         | Anthony Perez    | Frankreich  | Cofidis            | 37 P.       |

| Nachwuchswertung | Nachwuchswertung       | Nachwuchswertung       | Nachwuchswertung   | Nachwuchswertung  |
| Fahrer           | Fahrer                 | Land                   | Team               | Zeit              |
| ---------------- | ---------------------- | ---------------------- | ------------------ | ----------------- |
| 1.               | Tadej Pogačar          | Slowenien              | UAE Team Emirates  | 79 h 40 min 09 s  |
| 2.               | Jonas Vingegaard       | Dänemark               | Jumbo-Visma        | + 5 min 45 s      |
| 3.               | David Gaudu            | Frankreich             | Groupama-FDJ       | + 18 min 42 s     |
| 4.               | Aurélien Paret-Peintre | Frankreich             | AG2R Citroën Team  | + 37 min 21 s     |
| 5.               | Sergio Higuita         | Kolumbien              | EF Education-Nippo | + 1 h 03 min 01 s |
| 6.               | Valentin Madouas       | Frankreich             | Groupama-FDJ       | + 2 h 08 min 44 s |
| 7.               | Mark Donovan           | Vereinigtes Königreich | Team DSM           | + 2 h 11 min 10 s |
| 8.               | Neilson Powless        | Vereinigte Staaten     | EF Education-Nippo | + 2 h 12 min 14 s |
| 9.               | Jonas Rutsch           | Deutschland            | EF Education-Nippo | + 2 h 26 min 36 s |
| 10.              | Brent Van Moer         | Belgien                | Lotto-Soudal       | + 2 h 38 min 13 s |

| Mannschaftswertung | Mannschaftswertung  | Mannschaftswertung           | Mannschaftswertung |
| Team               | Team                | Land                         | Zeit               |
| ------------------ | ------------------- | ---------------------------- | ------------------ |
| 1.                 | Bahrain Victorious  | Bahrain                      | 239 h 22 min 04 s  |
| 2.                 | EF Education-Nippo  | Vereinigte Staaten           | + 23 min 25 s      |
| 3.                 | Jumbo-Visma         | Niederlande                  | + 1 h 15 min 32 s  |
| 4.                 | Ineos Grenadiers    | Vereinigtes Königreich       | + 1 h 30 min 06 s  |
| 5.                 | AG2R Citroën Team   | Frankreich                   | + 1 h 30 min 41 s  |
| 6.                 | Bora-Hansgrohe      | Deutschland                  | + 1 h 34 min 17 s  |
| 7.                 | Trek-Segafredo      | Vereinigte Staaten           | + 1 h 45 min 40 s  |
| 8.                 | Movistar Team       | Spanien                      | + 2 h 01 min 22 s  |
| 9.                 | Astana-Premier Tech | Kasachstan                   | + 2 h 03 min 40 s  |
| 10.                | UAE Team Emirates   | Vereinigte Arabische Emirate | + 2 h 42 min 57 s  |

## Ausgeschiedene Fahrer
- Miguel Ángel López (Movistar Team) nicht gestartet
- Michael Woods (Team Qhubeka NextHash) wegen Sturzfolgen nicht gestartet[2]